# Guttannen
Guttannen es una comuna suiza del cantón de Berna, situada en el distrito administrativo de Interlaken-Oberhasli. Limita al norte con las comunas de Innertkirchen y Gadmen, al este y sureste con Obergoms (VS), al sur con Münster-Geschinen (VS) y Fieschertal (VS), y al oeste con Grindelwald.

## Geografía

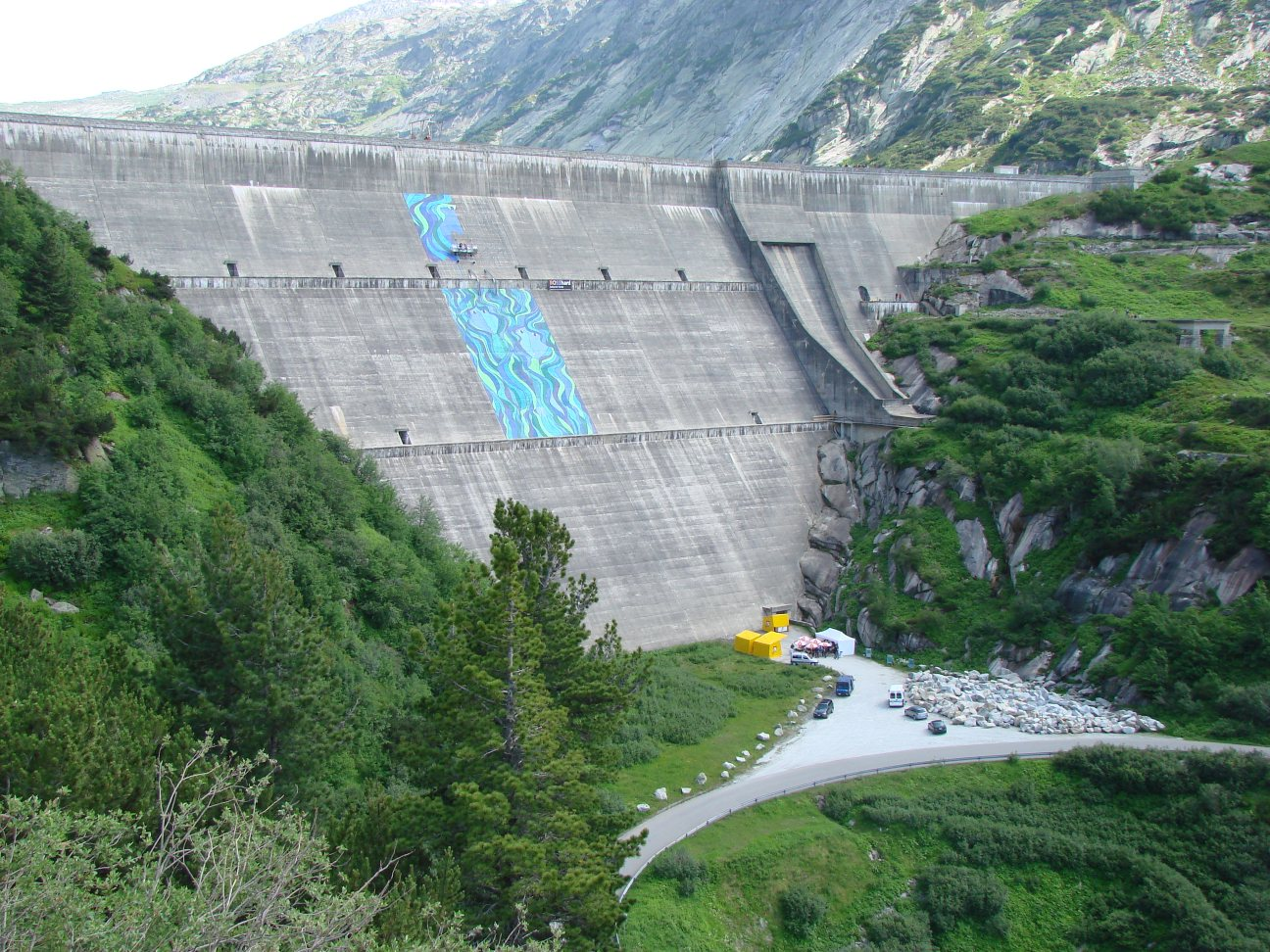
Embalse del lago Räterichsboden

Guttannen miente en el Bernese Oberland cerca del pase de Grimsel. Es el asentamiento más alto en el Haslital, y el municipio abarca los tramos superiores de ese valle hasta la Cumbre del paso Grimsel. Los municipios adyacentes del norte a la derecha son Innertkirchen, Obergoms, Münster-Geschinen, Fieschertal y Grindelwald.
El río Aar brota de los glaciares de Guttannen. Hay cuatro lagos en el municipio: el lago Oberaar, el lago Grimsel, el lago Räterichsboden y el lago Gelmer. En la parte occidental de las comunas están en las montañas Schreckhorn, Lauteraarhorn, Finsteraarhorn, Agassizhorn y Sidelhorn. Guttannen también incluye el glaciar de Finsteraar, glaciar de Lauteraar, glaciar de unterar, glaciar de Grueben, y glaciar de Bächli.
Por los estándares suizos, el municipio es grande en área; por la comparación es más grande que el cantón entero de Appenzell Innerrhoden. En la elevación se extiende desde el suelo del valle que está entre 800–1300 metros (2600–4300 pies) en los altos picos alpinos del grupo Finsteraarhorn.
Guttannen tiene una superficie de 200,85 km² (77,55 sq mi). a partir de 2012, un total de 7,67 km² (2,96 sq mi) o 3,8% se utiliza para los propósitos agrícolas, mientras que 18,77 km² (7,25 sq mi) o el 9,3% es forestado. El resto del municipio es de 0,98 km² (0,38 sq) o 0,5% se asienta (edificios o carreteras), 7,45 km² (2,88 sq) o 3,7% son ríos o lagos y 165,86 km² (64,04 sq mi) o 82,6% es tierra improductiva.
Durante el mismo año, la vivienda y los edificios conformaron 0,1% y la infraestructura de transporte conformaron el 0,3%. Toda la superficie boscosa está cubierta de bosques pesados. De la tierra agrícola, y 2,9% se utiliza para los pastos alpinos. Del agua en el municipio, el 3,0% está en lagos y el 0,7% está en ríos y arroyos. De las áreas improductivas, el 13,7% es una vegetación improductiva, 45,6% es demasiado rocosa para la vegetación y el 23,3% de la tierra está cubierta por glaciares.
Hasta el 31 de diciembre de 2009 estaba situada en el distrito de Oberhasli.